# Satelitarne obrazowanie Ziemi

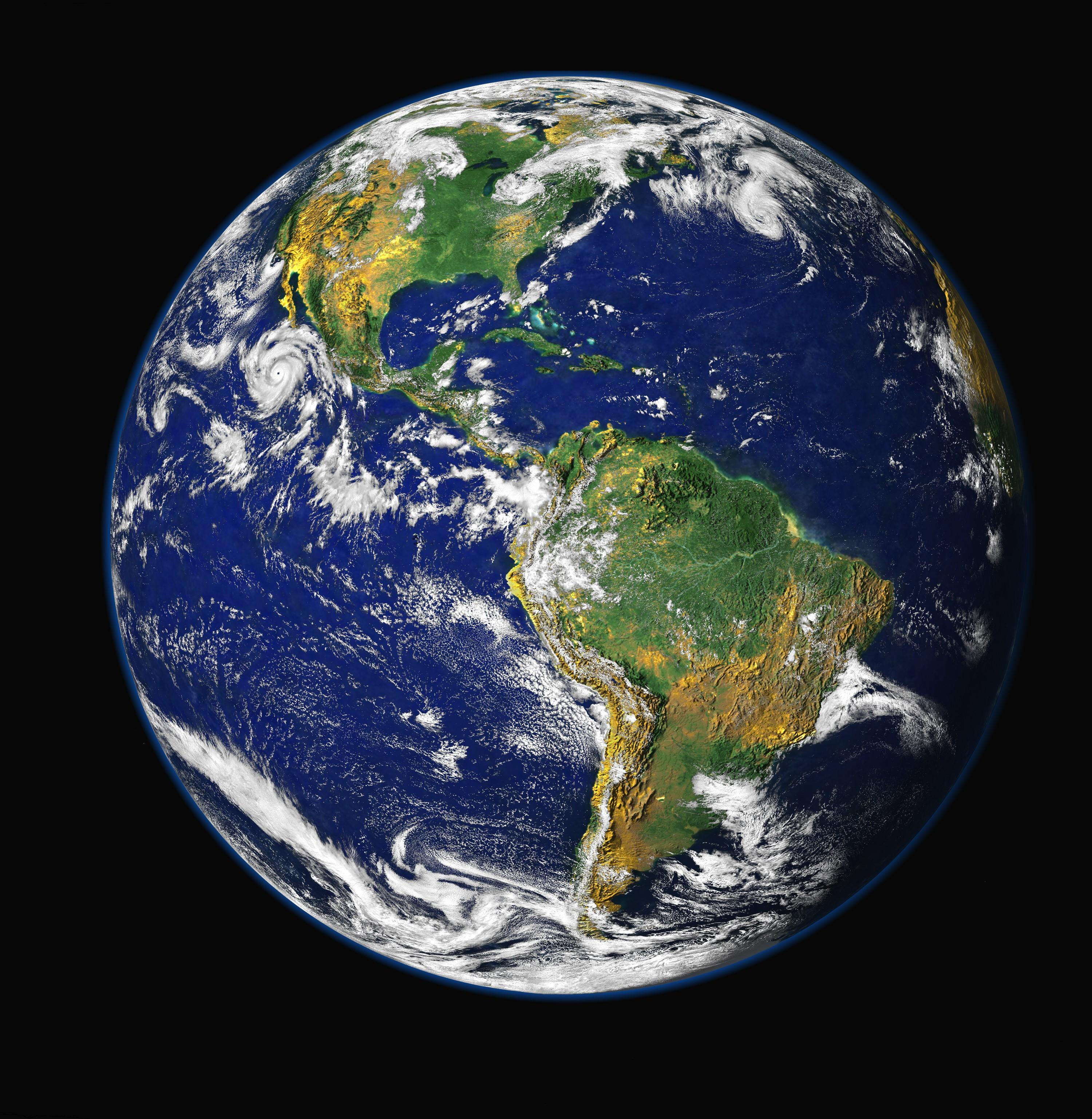
Fotografie satelitarne można wykorzystać do tworzenia złożonych obrazów całej półkuli

Satelitarne obrazowanie Ziemi (lub fotografia kosmiczna Ziemi) to obrazy Ziemi zebrane przez satelity obrazujące (satelita obserwacji Ziemi, satelita meteorologiczny, satelita rozpoznawczy) obsługiwane przez rządy i przedsiębiorstwa na całym świecie.  Przedsiębiorstwa, instytucje zajmujące się obrazowaniem satelitarnym sprzedają obrazy przedsiębiorstwom, np. Apple Maps i Google Maps, udostępniają je rządom i związanym z nim podmiotom.

## Historia

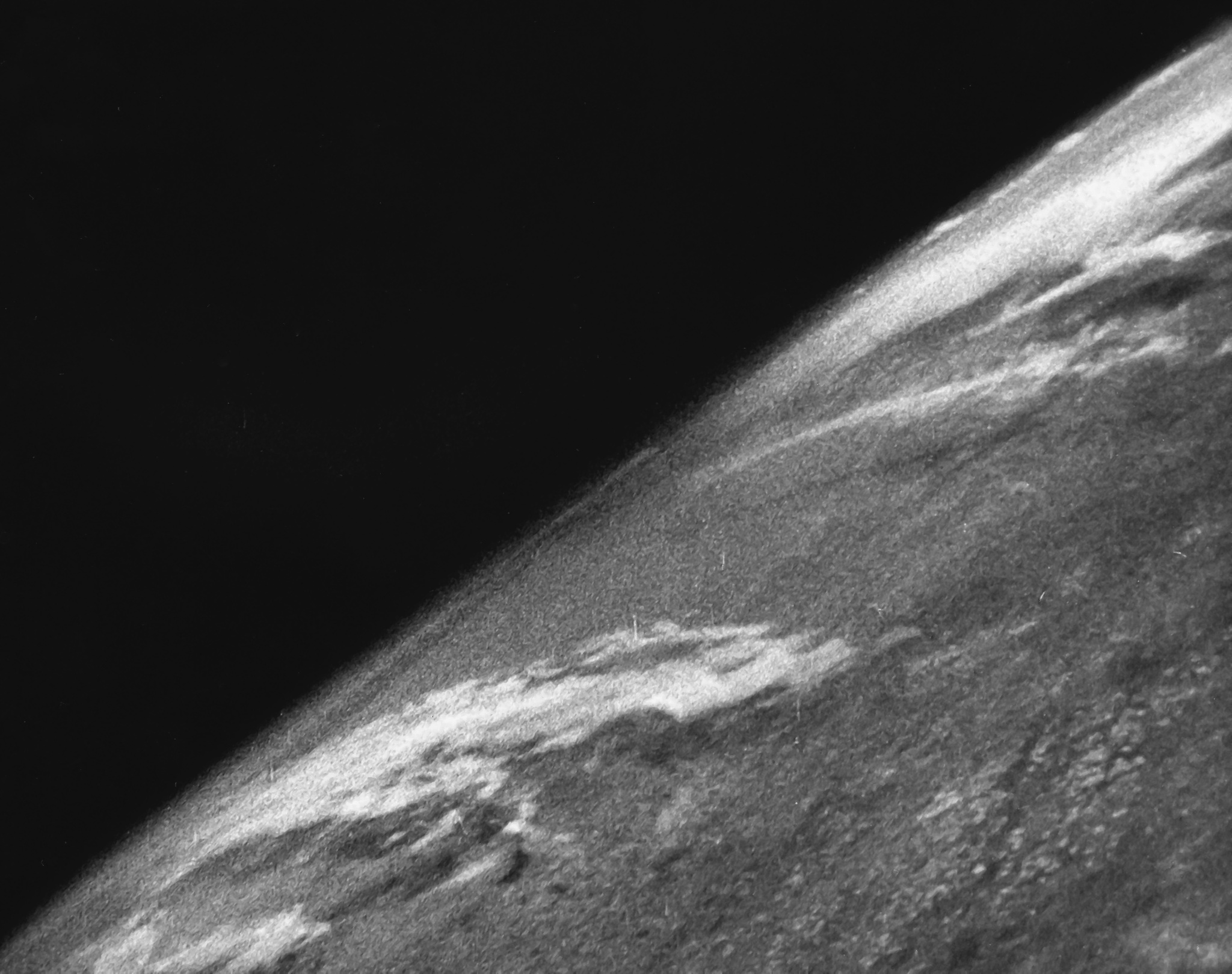
Pierwsze zdjęcia z kosmosu podczas lotu V-2 No. 13 wystrzelonym przez USA 24 października 1946 roku.

Pierwsze zdjęcia Ziemi z kosmosu zrobiono podczas lotów suborbitalnych, rozpoczętych przez USA pociskiem V-2 No. 13 24 października 1946 r. Wykonywał on jedno zdjęcie co 1,5 sekundy. Podczas tego lotu osiągnął apogeum 105 km, natomiast pierwsze zdjęcia satelitarne Ziemi zostały wykonane 14 sierpnia 1959 r. przez amerykańskiego satelitę Explorer 6. Pierwsze zdjęcia satelitarne Księżyca zostały wykonane 6 października 1959 r. przez satelitę Luna 3. W 1972 roku Stany Zjednoczone rozpoczęły program Landsat, największy program do pozyskiwania obrazów Ziemi z kosmosu. W 1977 r. pierwsze zdjęcia satelitarne w czasie rzeczywistym zostały pozyskane przez amerykański system satelitarny KH-11.
Wszystkie obrazy satelitarne wyprodukowane przez NASA są publikowane przez NASA Earth Observatory i są swobodnie dostępne dla publiczności.  Kilka innych krajów ma własne programy satelitarne, a wspólny europejski wysiłek doprowadził do uruchomienia satelity ERS i Envisat. Istnieją również prywatne firmy, które zapewniają komercyjne zdjęcia satelitarne. Na początku XXI wieku zdjęcia satelitarne stały się powszechnie dostępne, gdy kilka firm i organizacji zaoferowało przystępne cenowo, łatwe w użyciu oprogramowanie z dostępem do satelitarnych baz danych.

## Zastosowanie
Obrazy satelitarne mają wiele zastosowań w meteorologii, oceanografii, rybołówstwie, rolnictwie, ochronie różnorodności biologicznej, leśnictwie, krajobrazie, geologii, kartografii, planowaniu regionalnym, edukacji i wojskowości. Obrazy mogą mieć widoczne kolory i inne widma.

## Rozdzielczość i dane
Rozdzielczość obrazów satelitarnych różni się w zależności od użytego instrumentu i wysokości orbity satelity.  Na przykład archiwum Landsat oferuje powtarzalne obrazy o rozdzielczości 30 metrów, ale większość z nich nie została przetworzona z surowych danych. Dla wielu mniejszych obszarów dostępne są obrazy o rozdzielczości nawet 41 cm.
Zdjęcia satelitarne są czasami uzupełniane fotografiami lotniczymi, które mają wyższą rozdzielczość.  Zdjęcia satelitarne można łączyć z danymi wektorowymi lub rastrowymi w systemie GIS.

## Satelity do przetwarzania obrazu

### GeoEye
Satelita GeoEye-1 został wystrzelony 6 września 2008. Satelita ten posiada system obrazowania o wysokiej rozdzielczości i jest w stanie zbierać obrazy o rozdzielczości gruntu 0,41 metra.

### DigitalGlobe

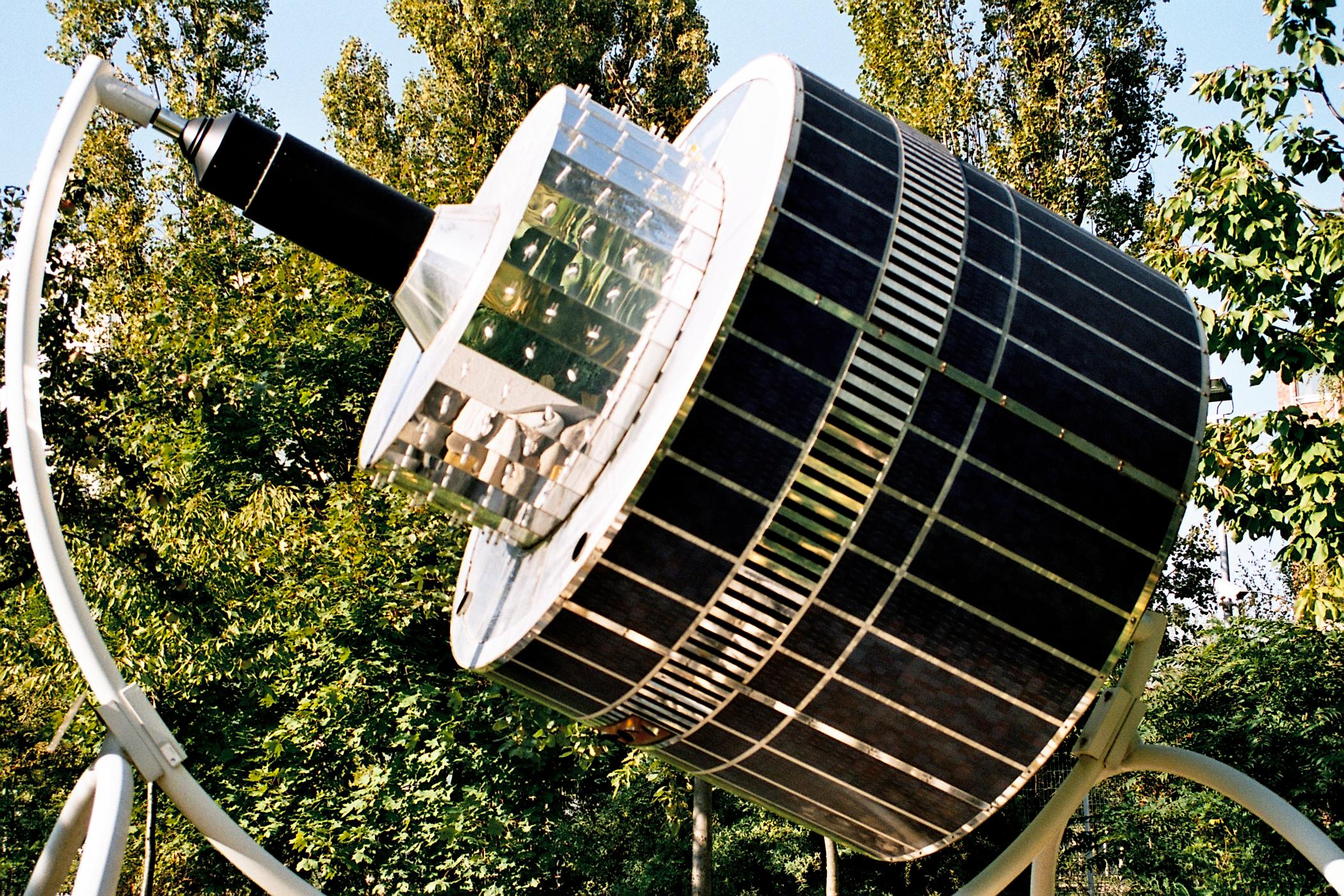
Model satelity geostacjonarnego Meteosat

Satelita WorldView-2 firmy DigitalGlobe dostarcza wysokiej jakości komercyjne zdjęcia satelitarne o rozdzielczości przestrzennej 46 cm. a natomiast Satelita WorldView-3 dostarcza zdjęcia satelitarne o rozdzielczości przestrzennej 0,31 m.

### ASTER
Zaawansowany radiometr emisji i refleksów cieplnych (ASTER) to instrument obrazujący na pokładzie Terry, sztandarowego satelity NASA Earth Observing System (EOS) wprowadzonego na rynek w grudniu 1999 roku. ASTER to wspólny wysiłek NASA, japońskiego Ministerstwa Gospodarki, Handlu i Przemysłu i Japan Space Systems (J-spacesystems).  Dane ASTER służą do tworzenia szczegółowych map temperatury powierzchni ziemi, współczynnika odbicia i wysokości. Celem NASA Earth Science jest opracowanie naukowego zrozumienia Ziemi jako zintegrowanego systemu, jego reakcji na zmiany oraz lepszego przewidywania zmienności i trendów w klimacie, pogodzie i zagrożeniach naturalnych.

## Wady

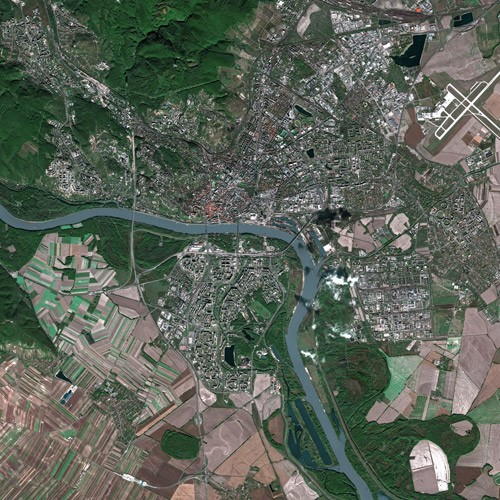
Zdjęcie satelitarne Bratysławy

Ponieważ całkowita powierzchnia lądu na Ziemi jest tak duża, a rozdzielczość jest stosunkowo wysoka, satelitarne bazy danych są ogromne, a przetwarzanie obrazów (tworzenie przydatnych obrazów z surowych danych) jest czasochłonne. W zależności od zastosowanego czujnika warunki pogodowe mogą wpływać na jakość obrazu: na przykład trudno jest uzyskać obrazy dla obszarów o często zachmurzonej powierzchni, takich jak góry.